# Tropófila
Tropófita é um tipo de vegetação adaptada às variações de umidade, segundo a estação, seca ou chuvosa.